# Cube Soma
Pour les articles homonymes, voir Soma.
Le cube Soma est un casse-tête mécanique inventé dans les années 1930 par Piet Hein, un poète et scientifique danois.

## Principe
Le casse-tête est constitué de sept pièces différentes, chacune formée d'un certain nombre de cubes unitaires. Le but du jeu est d'assembler ces pièces de manière à former un cube de trois unités de côté. Les pièces peuvent aussi être combinées en une grande variété d'autres motifs.
Ce puzzle est souvent considéré comme l'équivalent en trois dimensions des polyominos.

## Histoire
Selon la légende rapportée en 1958 par Martin Gardner, ce casse-tête aurait été inventé par Hein en 1936, pendant un cours de mécanique quantique donné par Werner Heisenberg. Néanmoins, Ole Poul Pedersen a trouvé en 2003 un brevet déposé par Hein dès le 2 décembre 1933 au Danemark, suivi par un brevet déposé le 20 mars 1934 au Royaume-Uni, soit plusieurs années avant la date avancée pour le cours d'Heisenberg.
Le nom, Soma, est peut-être tiré du roman d'Aldous Huxley, Le Meilleur des mondes,. Ce roman décrit une société du futur dans laquelle le soma est une drogue addictive, grâce à laquelle chaque élément de la société est heureux et ne revendique rien.

## Détail des sept pièces du cube
Les éléments du cube Soma sont formés de toutes les combinaisons possibles de quatre cubes unitaires ou moins, à l'exception des formes convexes (c'est-à-dire les cuboïdes 1×1×1, 1×1×2, 1×1×3, 1×1×4 et 1×2×2). Il reste donc seulement un tricube (pièce composée de 3 cubes unitaires) et six tétracubes (pièces composées de 4 cubes unitaires), deux d'entre eux formant une paire d'énantiomères.

tricube
tétracube L
tétracube T
tétracube S
tétracube (vis directe)
tétracube (vis rétrograde)
tétracube (branches)

## Solutions

Un des assemblages possibles du cube Soma.

Le cube Soma a été étudié en détail par Martin Gardner et John Horton Conway. Le livre Winning Ways for your Mathematical Plays contient une analyse du problème. Il y a 240 solutions distinctes pour reconstituer le cube. Ces solutions peuvent être facilement générées par un ordinateur à l'aide d'un algorithme récursif comme celui de retour sur trace similaire à celui utilisé pour résoudre le problème des huit dames.
Le record du monde de vitesse pour assembler un cube Soma a été établi par Ye Jiaxi, de Xiamen en Chine : le 22 octobre 2021, il a reconstitué le cube en 1,40 seconde. Le précédent record de 2,93 secondes était détenu depuis le 19 octobre 2017 par Krishnam Raju Gadiraju (en) de Bangalore en Inde,. Ye Jiaxi a également établi le record du monde pour assembler un cube Soma les yeux bandés (en) en 2,09 secondes le 8 octobre 2021.

## Utilisations en psychologie
Le cube Soma a été utilisé dans des expériences de psychologie. Par exemple, à l'été 1969, Edward Deci (en), alors étudiant en cycle graduate à l'université Carnegie-Mellon, a demandé à des étudiants de résoudre un cube Soma avec ou sans récompense, dans son sujet d'étude sur les mécanismes de motivation intrinsèque et extrinsèque,,. Il a également été utilisé en 1976 par Teresa Amabile (en), William DeJong (en) et Mark Lepper (en).

## Postérité
Le cube Soma a donné son nom en 1984 à (2815) Soma, un astéroïde de la ceinture principale, sur proposition de l'astronome belge Jean Meeus,.